# Chromschwefelsäure
Chromschwefelsäure ist eine bräunliche, dickflüssige Flüssigkeit mit der Formel H2SO4 / CrO3, die hauptsächlich aus konzentrierter Schwefelsäure und etwa 5 % Chromtrioxid (Chrom(VI)-oxid) besteht. Die Verbindung ist als brandfördernder Gefahrstoff eingestuft.
Sie wird wegen ihrer starken Oxidationswirkung für die Reinigung von Glasgeräten verwendet. Wegen des Gehaltes an äußerst giftigem und krebserzeugendem Chrom(VI)-oxid und der Schädigung der Umwelt sollte die Verwendung allerdings vermieden werden.
Alternative Mittel zu Reinigungszwecken sind vorwiegend Tenside oder auch Mischungen aus Wasserstoffperoxid und Schwefelsäure (in denen zum Teil Carosche Säure vorliegt).
Zur Entsorgung von Chromschwefelsäure sollte diese zunächst vorsichtig mit Wasser verdünnt (unter Kühlung langsam in Wasser einrühren) und anschließend mit einem Reduktionsmittel, bevorzugt Ethanol versetzt werden. Dadurch wird das sechswertige Chrom unter Grünfärbung zu nicht karzinogenem dreiwertigem Chrom reduziert.